# Sydney Johnson
Sydney Amilcar Johnson,  (nacido el 26 de abril de 1974 en Lansing, Míchigan)  es un exjugador y entrenador de baloncesto estadounidense nacionalizado francés. Con 1.92 de estatura, su puesto natural en la cancha era el de Base. Después de retirarse de dedicó a entrenar a equipos de la NCAA, entre ellos los Tigers de la Universidad de Princeton y los Stags de la Universidad de Fairfield.

## Trayectoria

### Jugador
- High School. Fork Union Military (Towson, Maryland).
- 1993-1997 Universidad de Princeton
- 1997-1998 Dinamica Gorizia.
- 1998-1999 Reggio Calabria.
- 1999-2000 Olimpia Milano.
- 1999-2000 Mens Sana Basket.
- 2000-2002 Scandone Avellino.
- 2002-2004 Club Bàsquet Girona.

### Entrenador
- 2004-2007 Universidad de Georgetown, Asistente.
- 2007-2011 Universidad de Princeton
- 2011-**** Universidad de Fairfield